# زیتون‌کوی (کاهتا)
زیتون‌کوی (به ترکی استانبولی: Zeytinköy) یک منطقهٔ مسکونی کردنشین در ترکیه است که در کاهتا واقع شده‌است.